# Antachara goergeni
Antachara goergeni là một loài bướm đêm trong họ Noctuidae.